# Огнестрельное ранение
Огнестре́льное ране́ние (лат. vulnus sclopetarium), огнестрел — результат воздействия поражающих факторов огнестрельного оружия (осколки, картечь, шрапнель, пули, дробь). Оно существенно отличается от всех других видов ранений по структуре, характеру местных и общих изменений, течению процессов заживления.
До идентификации снаряда пулевые и осколочные ранения равно обозначаются как огнестрельные ранения.
Характерные отличия пулевого ранения определяются баллистическими свойствами снаряда, формой и конструкцией пули, а также структурой повреждённых тканей.
Баллистические свойства ранящего снаряда характеризуются начальной скоростью, массой, степенью устойчивости в полёте и при попадании в ткани.

## Механизм образования
В механизме образования огнестрельной раны играют роль четыре ключевых фактора:
1. Воздействие ударной волны. В момент соприкосновения пули с поражаемыми тканями тела происходит уплотнение среды, вызванное ударной волной, которая распространяется впереди пули (со скоростью звука в тканях — 1465 м/с). Далее, в результате передачи кинетической энергии ранящего снаряда тканям, возникают продолжительные затухающие колебания, которые наносят наибольший вред из-за эффекта кавитации и составляют третий фактор образования огнестрельной раны[1];
2. Воздействие ранящего снаряда. Поражающий эффект снаряда напрямую зависит от его начальной скорости. Низкоскоростные снаряды (осколок, шрапнель, маломощные пистолетные пули либо пули на излёте) — до 400 м/с. Высокоскоростные (автоматы, пулемёты, винтовки) — свыше 760 м/с. Поражающий эффект увеличивается с увеличением угла нутации снаряда в тканях и достигает максимума, когда пуля опрокидывается и кувыркается. Например, пуля патрона калибра 7,62×39 мм из автомата АКМ обладает большой стабильностью в полёте и отдаёт тканям около 20 % своей кинетической энергии.[1] Пуля патрона малого калибра 5,45×39 мм, выпущенная из АК74, обладает меньшим импульсом, но за счёт того, что она длиннее и легче пули калибра 7,62×39 мм, летит на грани стабильного полёта[2] и при входе в ткани начинает кувыркаться, нанося гораздо большие повреждения и отдавая тканям до 60 % кинетической энергии. К такому же типу относится и пуля патрона 5,56×45 мм стран НАТО для винтовок типа M16. Именно американцы первыми применили этот тип патрона в войне во Вьетнаме, оценив большее количество несквозных тяжёлых ранений;
3. Воздействие энергии бокового удара. При прохождении ранящего снаряда через ткани вслед за ним образуется временная пульсирующая полость (ВПП), размеры которой, в зависимости от кинетической энергии, переданной тканям, превышают диаметр снаряда в 10—25 раз. Продолжительность существования ВПП превышает время прохождения снаряда через ткани в 1000—2000 раз. Наибольших размеров полость достигает в точках максимального торможения снаряда, то есть при рыскании и кувыркании. Поэтому этот фактор имеет наибольшее воздействие на образование огнестрельных ран от высокоскоростных кувыркающихся пуль со смещённым центром тяжести. Подобные пули, склонные к рикошетированию от твёрдых поверхностей, в ткани входят уже под углом, поэтому максимальные размеры ВПП образуются уже в начале раневого канала[1];
4. Воздействие вихревого потока. Это третий этап действия воздушной струи, сопровождающей полёт снаряда. Он затягивает в раневой канал пыль, частицы земли, ткани, микробы воздуха и окружающей кожи[1] (иногда приводит к Инфекции).

## Особенности
В результате прямого действия ранящего снаряда возникает раневой канал, представляющий неправильной формы проникающую щель, заполненную раневым детритом, кровяными сгустками, инородными телами, костными осколками при повреждении костей, а также самого снаряда на дне этой щели, если ранение было несквозное. Следствием всех факторов ударного воздействия является первичный некроз участков ткани, прилежащих к зоне раневого дефекта. Эти ткани сразу утрачивают жизнеспособность и должны быть полностью иссечены и удалены во время первичной хирургической обработки. Ткани, получившие молекулярное сотрясение из-за эффекта кавитации, входят в потенциальную область вторичного некроза. Это ткани с многочисленными микрокровоизлияниями и внутриклеточными деформациями. Обширность этой области зависит от многих факторов. В частности, от количества энергии бокового удара снаряда, переданной тканям, и от характера временно-пульсирующей полости в тканях вследствие эффекта кавитации. Область такой ВПП больше при несквозном ранении пулей малого калибра с эффектом кувыркания. Вторичный некроз тканей — динамично развивающийся во времени процесс, масштабы которого зависят от хирургической обработки раны и лечения.

## Отличия
Огнестрельная рана отличается от других видов ран (колотых, резаных, рубленых) следующими особенностями:
- наличие зоны мёртвых тканей вокруг раневого канала (первичный некроз);
- неравномерная протяжённость и направление раневого[3] канала. Большое выходное отверстие при его наличии;
- неровность краёв раны, особенно в зоне выходного отверстия (при его наличии);
- наличие в ране инородных частиц, втянутых внутрь большой скоростью ранящего снаряда;
- образование в последующие часы и дни после ранения новых очагов отмирающих тканей в области, значительно большей области раневого канала (вторичный некроз).

## Правила первой помощи при огнестрельных ранениях
Первая помощь при любых ранах представляет собой комплекс мероприятий: срочная эвакуация в безопасную зону, временная остановка кровотечения (тугое тампонирование, давящая повязка, жгут), доставка пострадавшего в медицинское учреждение.

## Протекающие процессы и реакции организма
В зоне раневого дефекта начинаются процессы, с одной стороны направленные на минимизацию нанесённого организму ущерба, с включением его защитных функций, с другой стороны, в раневом канале находятся ткани, охваченные первичным некрозом, которые вовлекаются в процессы разложения вредной микрофлорой, неизбежно попавшей в благоприятную для развития среду.
- Реакции организма начинаются спазматическим состоянием капилляров и артериол, тромбообразованием вследствие повышенной свёртываемости крови. Организм борется с потерей крови. В тканях неизбежно развивается гипоксия и ацидоз.
- В следующей фазе организм пытается справиться с последствиями. В тканях начинаются процессы активного высвобождения жидкой части крови — развивается травматический отёк, который играет большую роль в очищении раны[1].
  - При благоприятном стечении обстоятельств травматический отёк обеспечивает самостоятельную санацию раны, способствует сближению её краёв и заживлению. К благоприятным можно отнести малую кинетическую энергию снаряда, отданную тканям, а значит и малую область первичного некроза, равно как и своевременную и правильную первичную хирургическую обработку раны[1].
  - В неблагоприятном случае, если затронуты обширные области тканей, в организме развивается ряд явлений, направленных на расплавление нежизнеспособного тканевого субстрата с превращением его в гной. Между ним и жизнеспособными тканями образуется демаркационный вал. Происходит вторичное очищение раны[1].

Течение раневого процесса через этап вторичного очищения типично для огнестрельных ранений. Нагноение раны при её хорошем дренировании является клиническим проявлением её вторичного очищения, а не осложнением (И. В. Давыдковский).
Основной задачей хирургического вмешательства на этом этапе, во избежание гнойно-инфекционного осложнения, является обеспечение наилучшего оттока раневого экссудата и гноя.
- Третья фаза — регенерация тканей. На стенках и дне раны образуется грануляционная ткань, которая впоследствии трансформируется в соединительную и заполняет всю зону раневого дефекта[1].
- Четвёртая фаза — эпителизации и рубцевания. При небольшой ране или в случае её правильной хирургической обработки клетки базального слоя кожи и слизистых оболочек активно синтезируют ДНК. Происходит заживление от эпителизации. В ином случае грануляционная ткань в ране становится плотной, края раны плохо стягиваются и формируется рубец, заполняющий огнестрельную рану. Такой процесс называется заживлением от рубцевания[1].